# Labuah Gunuang
Labuah Gunuang is een bestuurslaag in het regentschap Lima Puluh Kota van de provincie West-Sumatra, Indonesië. Labuah Gunuang telt 4919 inwoners (volkstelling 2010).